# Auslandmaßnahmen in der deutschen Jugendhilfe
Auslandmaßnahmen in der deutschen Jugendhilfe sind eine besondere Form der Fremdunterbringung. Hierbei werden Minderjährige im Ausland platziert, zumeist im Rahmen einer Intensiven sozialpädagogischen Einzelbetreuung (§ 35 SGB VIII).

## Entwicklung
Erste experimentelle Ansätze gehen auf die 1980er Jahre zurück und wurden als Erlebnispädagogik bezeichnet. In den 1990er Jahren nahmen die Hilfen auf eine Zahl von über 1000 Hilfen jährlich zu. Da in die Selbstverpflichtungen der öffentlichen Träger nicht genug Vertrauen bestand, wurden 2005 durch das Kinder- und Jugendhilfeweiterentwicklungsgesetz (KICK) gesetzliche Vorgaben geschaffen. Nach § 78b SGB VIII haben die von den Jugendämtern beauftragten freien Träger die Behörden des Gastlandes involvieren, mit deutschen Botschaften und Konsulaten zusammenarbeiten und in der Betreuung nur Fachkräfte einsetzen.